# П'єштяни (округ)
О́круг П'єштяни (словац. Okres Piešťany) — округ в Трнавському краї, в південно-західній Словаччині. Площа округу становить — 381,1 км², на якій проживає — 64 337 осіб (31.12.2010). Середня щільність населення становить — 168,8 осіб/км². Адміністративний центр округу — місто П'єштяни, в якому проживає 29 347 жителів.

## Історія

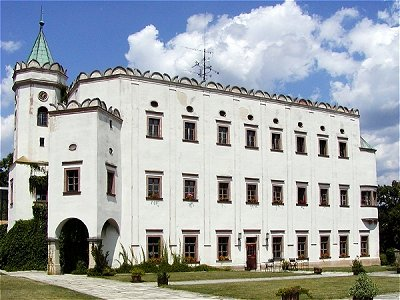
Палац в Моравани-над-Вагом

До 1918 року округ належав Угорському королівству, а його територія входила до складу словацької історичної області (комітату) Нітра.
В сучасному вигляді округ був утворений у 1996 році під час адміністративно-територіальної реформи Словацької Республіки, яка набула чинності 24 липня 1996 року.

## Географія

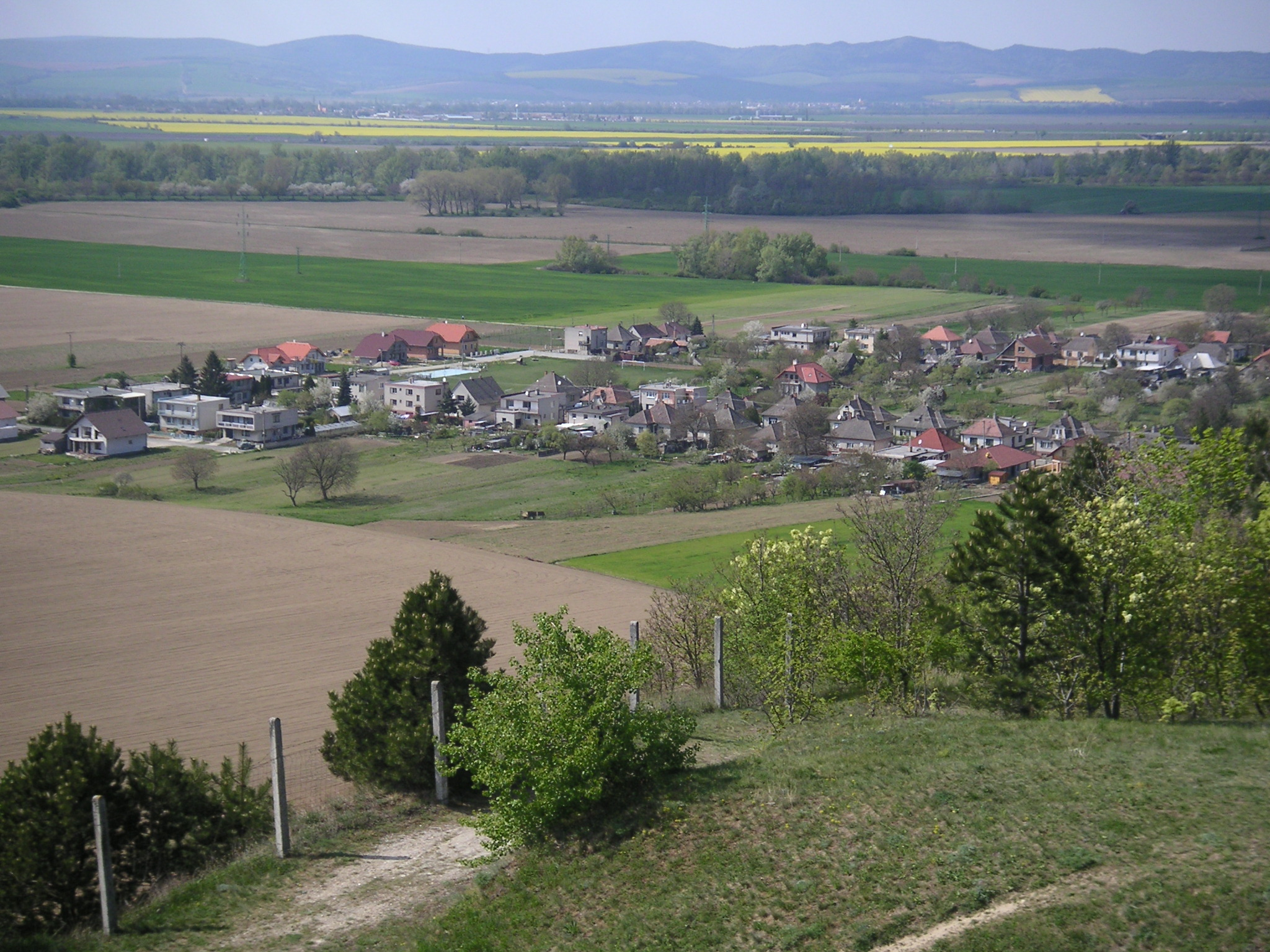
Вид на село Дуцове

Округ розташований в південно-західній Словаччині, на північному сході Трнавського краю. Він межує з округами: на заході і південному заході — Трнава, на півдні — Глоговец (Трнавського краю); на півночі — Миява і Нове Место-над-Вагом (Тренчинського краю); на сході межує із округом Топольчани (Нітранського краю).
Одною із найбільших річок округу, є річка Ваг, яка протікає його територією з півночі на південь і впадає у річку Дунай (ліва притока) — басейн Чорного моря. В окрузі також протікає річка Дудваг, права притока Вагу, і Біскупицький канал. Розташовані Трнавські пагорби.

## Статистичні дані

### Населення
| Рік:            | 1994.  | 2004.   | 2014.   | 2024.   |
| --------------- | ------ | ------- | ------- | ------- |
| Кількість осіб: | 64 048 | 63 964  | 63 168  | 61 773  |
| Різниця:        |        | -0,13 % | -1,24 % | -2,20 % |

| Рік:            | 2023.  | 2024.   |
| --------------- | ------ | ------- |
| Кількість осіб: | 62 015 | 61 773  |
| Різниця:        |        | -0,39 % |

### Національний склад 2010

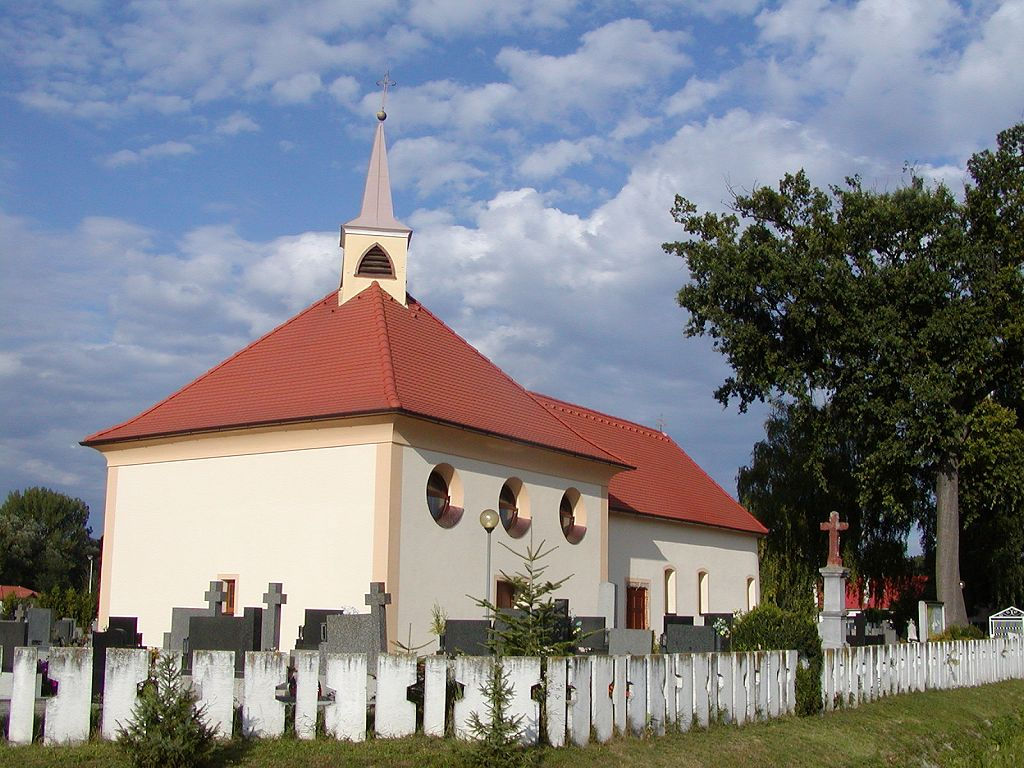
Костел у селі Вельке Орвіште

Національний склад округу, за офіційними даними, є моноетнічним. Основну частину населення тут становлять словаки, майже 97 %, всі інші національності складають трохи більше 3 % від усієї кількості населення округу.
Дані по національному складу населення округу П'єштяни на 31 грудня 2010 року:
- словаки — 96,77 %
- чехи — 1,34 %
- угорці — 0,22 %
- німці — 0,13 %
- роми — 0,11 %
- інші національності — 1,42 %

### Конфесійний склад 2001
- католики — 80,0 %
- лютерани — 5,4 %
- Свідки Єгови — 0,6 %
- інші релігії та атеїсти  — 14,0 %

## Адміністративний поділ

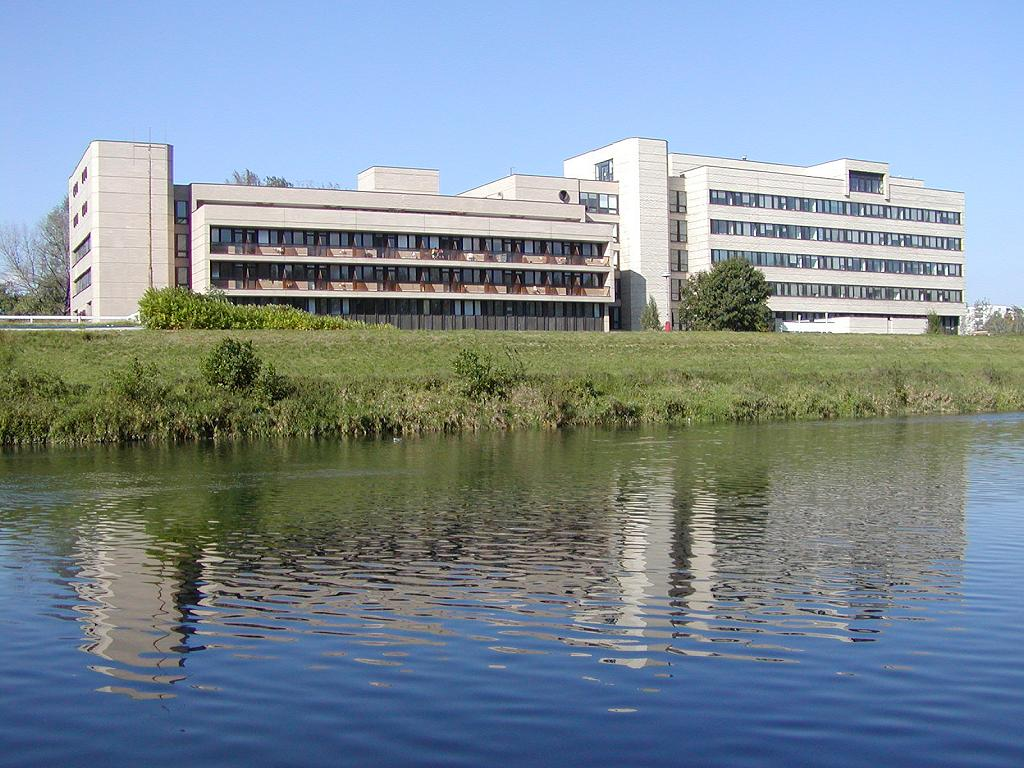
Пьештяни. Національний інститут ревматичних захворювань.

Округ складається із 27 населених пунктів: 25-ти сіл і 2-х міст.

### Міста
- П'єштяни
- Врбове

### Села
Банка • Башовце • Боровце • Вельке Костоляни • Вельке Орвіште • Веселе • Губіна • Дольни Лопашов • Драговце • Дубовани • Дуцове • Кочин-Ланчар • Краковани • Моравани-над-Вагом • Нижня • Остров • Печеняди • Прашник • Раковиці • Ратновце • Соколовце • Требатиці • Хтельниця • Шипкове • Штеруси

## Автомагістралі

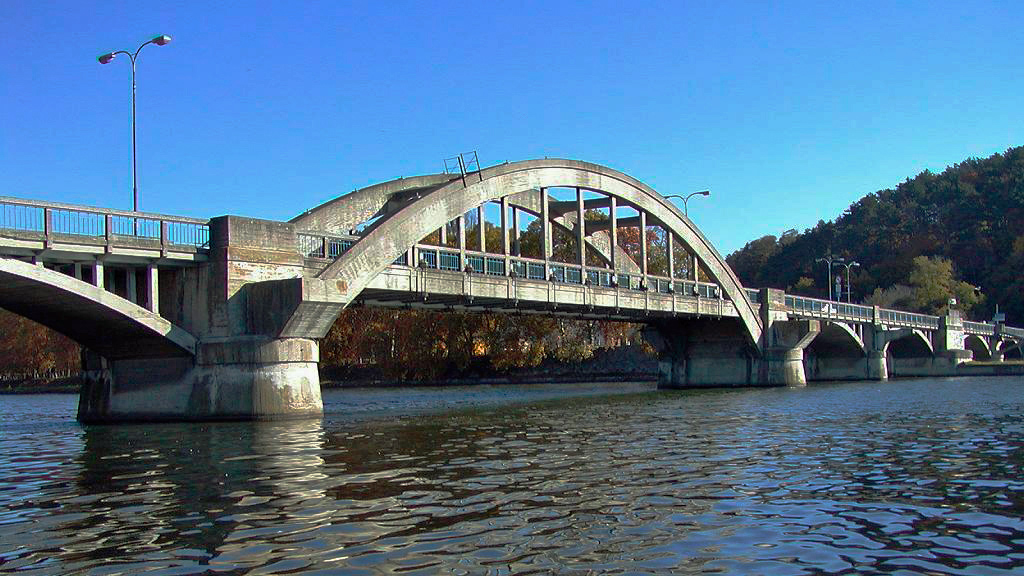
П'єштяни. Міст на річці Ваг

На ряду з автомобільними дорогами місцевого значення (I/61, II/499, II/502, II/504, II/507), територією краю проходить європейська автомагістраль категорії А: E75 за маршрутом: Варде (Норвегія) — Сітія (Греція), (в межах Словаччини (D1): Чадця — Жиліна — Тренчин — Нове Место-над-Вагом — П'єштяни — Трнава — Братислава)